# Hans Christian Laage
Hans Christian Laage (* 16. Juni 1853 in Timmaspe; † 20. Juni 1931 in Winsen) war ein Laienforscher zur Vorgeschichte.

## Leben und Wirken
Hans Christian Laage war ein Sohn des Dachdeckers Claus Hinrich Laage (1825–1903) aus Schülp und dessen Ehefrau Caroline Elise, geborene Peters (1824–1881) aus Timmaspe. Vorfahren der Familie bildeten eine holsteinische und mecklenburgische Linie und waren auch in Dänemark und Amerika zu finden. Zu den weiteren Mitgliedern der Familie gehörte der früher geborene Hegereiter Christoph Friedrich Laage und der später geborene Maler Wilhelm Laage.
Laage besuchte eine Dorfschule und beschäftigte sich bereits während dieser Zeit mit der Geschichte und Vorgeschichte Norddeutschlands. 1883/84 unternahm er eine Bildungsreise nach Amerika. Später arbeitete er als Schuhmachermeister. In erster Ehe heiratete er Luise Friederike Charlotte Wilhelmine Albrecht (1859–1898), in zweiter Ehe Anna Margaretha Mathilde Petersen (1853–1929). Er hatte vier Söhne und vier Töchter.
Ab 1900 erkundete Laage von Ottensen aus jeden Sonntag das Hamburger Umland. Dabei erwarb er umfangreiche Kenntnisse zu Geologie und Vorgeschichte der Region. Im Rahmen seiner Erkundungen entdeckte er das Stellmoor. Er sammelte zahlreiche seltene Fundstücke, die es Gustav Schwantes 1926 ermöglichten, erstmals die sogenannte „Ahrensburger Kultur“ zu beschreiben.